# Nolina matapensis
Nolina matapensis ist eine Pflanzenart der Gattung Nolina in der Familie der Spargelgewächse (Asparagaceae). Fremdsprachige Trivialnamen sind „Sonoran Tree Beargrass“, „Palmilla“, „Sotol“ und „Tuya“.

## Beschreibung
Nolina matapensis ist baumförmig mit Wuchshöhen von 3 bis 10 m. Der an der Basis geschwollene Stamm hat einen Durchmesser von 15 bis 50 cm. Die variablen grasähnlichen, hellgrünen, linealischen Laubblätter sind 60 bis 100 cm lang und 10 bis 15 mm breit. Die Blattränder sind fein gezähnt.
Der Blütenstand wird 0,5 bis 2 m hoch mit zahlreichen langen variablen, Verzweigungen. Die weißen bis cremefarbenen Blüten sind 2 mm lang und ebenso im Durchmesser. Die Blühperiode reicht von April bis Juni.
Die in der Reife holzigen gedrückten Kapselfrüchte sind 4 bis 5 mm lang und 6 bis 8 mm breit. Die hellbraunen, kugelförmigen Samen sind 2 bis 3 mm im Durchmesser.
Nolina matapensis ist frosthart bis minus 8 °C. Sie ist kaum bekannt.

## Verbreitung und Systematik
Nolina matapensis ist selten. Sie ist in Mexiko in den Bundesstaaten Sonora und Chihuahua in Höhenlagen von 1800 bis 2000 m verbreitet und wächst in Waldland.
Nolina matapensis ist ein Mitglied der Sektion Arborescentes. Sie ist selten, geographisch isoliert und weist Ähnlichkeiten mit der endemisch auf Baja California vorkommenden Nolina beldingii auf.
Die Erstbeschreibung erfolgte 1940 durch Ira Loren Wiggins.

## Nachweise